# Pallavolo ai XII Giochi asiatici - Torneo femminile
Il IX campionato di pallavolo femminile ai Giochi asiatici si è svolto dal 3 al 16 ottobre 1994 a Hiroshima, in Giappone, durante gli XII Giochi asiatici. Al torneo hanno partecipato 5 squadre nazionali asiatiche e la vittoria finale è andata par la prima volta alla Corea del Sud.

## Squadre partecipanti
| - Cina - Corea del Sud - Giappone - Taipei cinese - Thailandia |

## Classifica finale
| Classifica | Squadre       |
| ---------- | ------------- |
|            | Corea del Sud |
|            | Cina          |
|            | Giappone      |
| 4          | Taipei cinese |
| 5          | Thailandia    |